# Bilderbergconferentie 2004

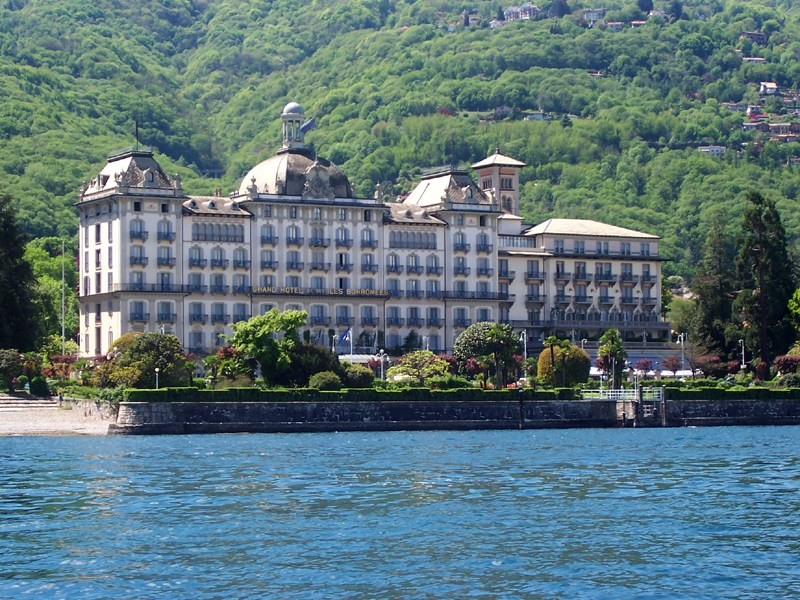
Het Grand Hotel des Iles Borromees

De Bilderbergconferentie van 2004 werd gehouden van 3 t/m 6 juni 2004 in het Grand Hotel des Iles Borromees in Stresa, Italië. Vermeld zijn de officiële agenda indien bekend, alsmede namen van deelnemers indien bekend. Achter de naam van de opgenomen deelnemers staat de hoofdfunctie die ze op het moment van uitnodiging uitoefenden.

## Agenda
- European American relations (Europees-Amerikaanse relatie)
- U.S. Politics (VS politiek)
- Iraq (Irak)
- The Middle East (Het Midden-Oosten)
- European Geopolitics (Europese geopolitiek)
- NATO (NAVO)
- China (China)
- Economic Problems (Economische problemen)
- Energy (Energie)

## Deelnemers
- Nederland - Koningin Beatrix, staatshoofd der Nederlanden
- België - Philippe (ZKH Prins)
- Nederland - Frits Bolkestein, Eurocommissaris
- Nederland - Antony Burgmans (voorzitter Unilever N.V.)
- België - Étienne Davignon (vicevoorzitter Suez-Tractebel)
- België - Jean-Luc Dehaene (voormalig eerste minister, burgemeester van Vilvoorde)
- Nederland - Victor Halberstadt (Professor Economie, Rijksuniversiteit Leiden;voormalig secretaris Bilderberggroep)
- België - Jean-Pierre Hansen (voorzitter Suez Tractabel)
- Nederland - Bert Koenders (lid Tweede Kamerfractie PvdA)
- België - Dominique Struye de Swielande (Permanent vertegenwoordiger van België, NAVO)
- Nederland - Jeroen van de Veer (Royal Dutch Shell)
- Nederland - Gijs de Vries, Europees coördinator terreurbestrijding
- Nederland - Hans Wijers (voormalig minister van Economische Zaken; voorzitter AkzoNobel N.V.)

1954 ·
1955 (1) ·
1955 (2) ·
1956 ·
1957 (1) ·
1957 (2) ·
1958 ·
1959 ·
1960 ·
1961 ·
1962 ·
1963 ·
1964 ·
1965 ·
1966 ·
1967 ·
1968 ·
1969 ·
1970 ·
1971 ·
1972 ·
1973 ·
1974 ·
1975 ·
(1976) ·
1977 ·
1978 ·
1979 ·
1980 ·
1981 ·
1982 ·
1983 ·
1984 ·
1985 ·
1986 ·
1987 ·
1988 ·
1989 ·
1990 ·
1991 ·
1992 ·
1993 ·
1994 ·
1995 ·
1996 ·
1997 ·
1998 ·
1999 ·
2000 ·
2001 ·
2002 ·
2003 ·
2004 ·
2005 ·
2006 ·
2007 ·
2008 ·
2009 ·
2010 ·
2011 ·
2012 ·
2013 ·
2014 ·
2015 ·
2016 ·
2017 ·
2018 ·
2019 ·
2020 ·
2021 ·
2022 ·
2023